# Церква Святого Великомученика Юрія Переможця (Заліщики)
Церква Святого Великомученика Юрія Переможця в Заліщиках — парафія і храм Бучацького благочиння Тернопільської єпархії Православної церкви України в селі Заліщики Чортківського району Тернопільської области.

## Історія церкви
У 1874 році в селі звели мурований храм Святого Великомученика Юрія Переможця, що має елементи оборонного типу. До цього парафія була розташована в селі Помірці.
За часів радянської влади церкву закрили, а її приміщення перетворили на магазин, що призвело до значних руйнувань. Наприкінці епохи «перебудови» громада під керівництвом отця Михайла Мойсея розпочала відновлення святині. Було відреставровано іконостас, оновлено розпис та придбано нову церковну атрибутику. У храмі збереглися чудові старовинні ікони. Завдяки постійним пожертвам парафіян церква набула ошатного вигляду.
У 1998 році була збудована та освячена капличка, де щороку проводяться богослужіння.

## Парохи
- о. Михайло Мойсей